# 颱風馬鞍 (2004年)
颱風馬鞍（英語：Typhoon Ma-on，國際編號：0422，聯合颱風警報中心：26W，菲律賓大氣地球物理和天文管理局：Rolly）為2004年太平洋颱風季第二十二個被命名的風暴。「馬鞍」一名由香港提供，是香港提供的名字，是當地一座山（馬鞍山）的名稱。

## 發展及路徑
9月28日早上，熱帶擾動99W 於西北太平洋上形成，當時系統組織頗差，因為未來數天發展甚為緩慢。5日後，即10月3日，99W開始迅速發展，在頗佳的大氣環境下，99W於翌日（10月4日）早上發展為一熱帶低氣壓，聯合颱風警報中心（JTWC）給予其臨時編號為26W。
當時26W已移至菲律賓以東海域，26W隨後迅速增強，下午增強為熱帶風暴，日本氣象廳把其命名---馬鞍，台灣譯名：馬鞍，國際編號：0422，英文名稱：Ma-On。而「馬鞍」是香港提供的名字，是一座山（馬鞍山）的名稱。
馬鞍的增強十分迅速，其間不斷有對流爆發，晚上的系統範圍已達1000公里之大。路徑方面，初時馬鞍以頗為緩慢的速度向西北偏西方向移動，翌日(10月5日)，馬鞍轉向北移動。
10月6日早上，馬鞍增強為一強烈熱帶風暴，並轉向西北移動，當晚發展出一「中心密集雲團區（CDO）」。10月7日凌晨，馬鞍增強為颱風，其後馬鞍開始迅速增強，當日發展出一十分渾圓的風眼。中午過後，馬鞍開始轉向東北偏北移動。
10月8日，馬鞍進一步增強，中心風力更曾達每小時185公里，聯合颱風警報中心（JTWC）更把其定為一中心風力超過每小時260公里的「超級颱風」，隨後系統開始受到強烈的垂直風切變影響而減弱。另一方面，馬鞍開始轉受高緯度西風槽影響，加速轉向東北移動。
馬鞍於10月9日下午3時於日本靜岡縣賀茂郡西伊豆町登陸。下午4時，馬鞍於日本神奈川縣三浦郡葉山町登陸。下午5時，馬鞍於日本千葉縣千葉市登陸，令其進一步減弱，並於當晚減弱為一強烈熱帶風暴，翌日減弱為一熱帶風暴並轉化為一溫帶氣旋。

## 影響

### 日本
馬鞍於10月9日下午3時於日本靜岡縣賀茂郡西伊豆町登陸，隨後吹襲日本首都東京，為當地帶來狂風暴雨，狂風暴雨導致數百班國際及本地航班取消，陸上交通亦陷癱瘓，大批旅客滯留機場及火車站，當中包括香港旅行團。連場暴雨引發山泥傾瀉，不少房屋被水淹沒。
馬鞍吹襲日本期間，當地部分地區曾錄得每小時超過100公里的暴風。 
馬鞍為日本關東帶來暴雨，關東地區雨量高達250毫米，強風猛烈得令人無法站穩。在馬鞍影響下，日本有最少6人死亡，數百人受傷，超過3,500戶需要疏散，超過20萬戶一度停電。

## 外部連結
- . 國立情報學研究所. （英文）